# Tafalla (stacja kolejowa)
Tafalla (hiszp. Estación de Tafalla) – stacja kolejowa w miejscowości Tafalla, we wspólnocie autonomicznej Nawarra, w Hiszpanii. Jest obsługiwana przez pociągi Larga (dalekiego) i Media Distancia (średniego zasięgu) Renfe.

## Położenie stacji
Znajduje się na 138 km linii Castejón de Ebro – Alsasua, na 421 m n.p.m..

## Historia
Stacja została otwarta dla ruchu 15 września 1860 wraz z otwarciem odcinka Caparroso-Pampeluna przeznaczonego do połączenia Nawarry z Saragossą przez Compañía del Ferrocarril de Zaragoza a Pamplona. Wkrótce spółka ta stała się częścią compañía de los Ferrocarriles de Zaragoza a Pamplona y Barcelona. 1 kwietnia 1878 jej zła sytuacja ekonomiczna zmusiła ją do połączenia się z Norte. W 1941 roku w wyniku nacjonalizacji kolei w Hiszpanii utworzono RENFE.

## Linie kolejowe
- Castejón de Ebro – Alsasua